# أليانس (نبراسكا)
أليانس (بالإنجليزية: Alliance) هي مدينة أمريكية تقع في ولاية نبراسكا. تبلغ مساحة هذه المدينة 12.24 (كم²)،ويبلغ عدد سكانها 8491 نسمة حسب إحصاء سنة 2010 م 8491.تشير إحصاءات سنة 2000م بأن الكثافة السكانية في هذه المدينة تقدر بـ(695.3) نسمة/كم2

## التركيبة السكانية
قام مكتب تعداد الولايات المتحدة بتحديد بيانات التركيبة السكانية لأليانسفي تعداد الولايات المتحدة. في ما يلي، التركيبة السكانية حسب تعدادي 2000 و2010.

### تعداد عام 2000
بلغ عدد سكان أليانس 8,959 نسمة بحسب تعداد عام 2000، وبلغ عدد الأسر 3,565 أسرة وعدد العائلات 2,392 عائلة مقيمة في المدينة. في حين سجلت الكثافة السكانية 1,879.1 نسمة لكل ميل مربع (725.5/كم2). وبلغ عدد الوحدات السكنية 4,062 وحدة بمتوسط كثافة قدره 852.0 نسمة لكل ميل مربع (329.0/كم2).
وتوزع التركيب العرقي للمدينة بنسبة 89.09% من البيض و 3.40% من الأمريكيين الأصليين و 0.60% من الأمريكيين ذوي الأصول الآسيوية و 0.01% من سكان جزر المحيط الهادئ و 0.49% من الأمريكيين الأفارقة و 2.09% من عرقين مختلطين أو أكثر.
بلغ عدد الأسر 3,565 أسرة كانت نسبة 36.0% منها لديها أطفال تحت سن الثامنة عشر تعيش معهم، وبلغت نسبة الأزواج القاطنين مع بعضهم البعض 54.8% من أصل المجموع الكلي للأسر، ونسبة 9.4% من الأسر كان لديها معيلات من الإناث دون وجود شريك، وكانت نسبة 32.9% من غير العائلات. تألفت نسبة 29.5% من أصل جميع الأسر من أفراد ونسبة 11.7% كانوا يعيش معهم شخص وحيد يبلغ من العمر 65 عاماً فما فوق. وبلغ متوسط حجم الأسرة المعيشية 3.06، أما متوسط حجم العائلات فبلغ 2.46.
بلغ العمر الوسطي للسكان 37 عاماً. وكانت نسبة 28.1% من القاطنين تحت سن الثامنة عشر، وكانت نسبة 8.0% بين الثامنة عشر والأربعة وعشرون عاماً، ونسبة 27.1% كانت واقعةً في الفئة العمرية ما بين الخامسة والعشرون حتى والأربعة وأربعون عاماً، ونسبة 22.4% كانت ما بين الخامسة والأربعون حتى الرابعة والستون، ونسبة 14.4% كانت ضمن فئة الخامسة والستون عاماً فما فوق. يوجد لكل 100 أنثى 96.2 ذكر، ويوجد لكل 100 أنثى في الثامنة عشر من عمرها فما فوق 91.8 ذكر.
بلغ متوسط دخل الأسرة في المدينة 39,408 دولار، أما متوسط دخل العائلة فبلغ 47,766 دولار. وكان متوسط دخل الذكور 39,122 دولار مقابل 22,561 دولار للإناث. وسجل دخل الفرد الخاص بالمدينة 18,584 دولار. وكانت نسبة 10.6% من العائلات ونسبة 11.2% من السكان تحت خط الفقر، وكان من هؤلاء نسبة 15.1% تحت سن الثامنة عشر ونسبة 9.9% في الخامسة والستين من العمر وما فوق.

### تعداد عام 2010
بلغ عدد سكان أليانس 8,491 نسمة بحسب تعداد عام 2010، وبلغ عدد الأسر 3,559 أسرة وعدد العائلات 2,276 عائلة مقيمة في المدينة. في حين سجلت الكثافة السكانية 1,798.9 نسمة لكل ميل مربع (694.6/كم2). وبلغ عدد الوحدات السكنية 4,075 وحدة بمتوسط كثافة قدره 863.3 لكل ميل مربع (333.3/كم2).
وتوزع التركيب العرقي للمدينة بنسبة 87.5% من البيض و 4.6% من الأمريكيين الأصليين و 0.3% من الأمريكيين ذوي الأصول الآسيوية و 0.5% من الأمريكيين الأفارقة و 2.9% من عرقين مختلطين أو أكثر.
بلغ عدد الأسر 3,559 أسرة كانت نسبة 31.0% منها لديها أطفال تحت سن الثامنة عشر تعيش معهم، وبلغت نسبة الأزواج القاطنين مع بعضهم البعض 50.3% من أصل المجموع الكلي للأسر، ونسبة 9.8% من الأسر كان لديها معيلات من الإناث دون وجود شريك، بينما كانت نسبة 3.8% من الأسر لديها معيلون من الذكور دون وجود شريكة وكانت نسبة 36.0% من غير العائلات. تألفت نسبة 32.4% من أصل جميع الأسر من أفراد ونسبة 12.8% كانوا يعيش معهم شخص وحيد يبلغ من العمر 65 عاماً فما فوق. وبلغ متوسط حجم الأسرة المعيشية 2.96، أما متوسط حجم العائلات فبلغ 2.34.
بلغ العمر الوسطي للسكان 39.8 عاماً. وكانت نسبة 25.8% من القاطنين تحت سن الثامنة عشر، وكانت نسبة 6.9% بين الثامنة عشر والأربعة وعشرون عاماً، ونسبة 23.2% كانت واقعةً في الفئة العمرية ما بين الخامسة والعشرون حتى والأربعة وأربعون عاماً، ونسبة 29.2% كانت ما بين الخامسة والأربعون حتى الرابعة والستون، ونسبة 14.9% كانت ضمن فئة الخامسة والستون عاماً فما فوق. وتوزع التركيب الجنسي للسكان بنسبة 48.4% ذكور و51.6% إناث.